# Гиасси, Теймур
Теймур Али Гиасси (перс. تیمور على غیاثی‎; род. 12 апреля 1946, Деррегез) — иранский легкоатлет, выступавший в прыжках в высоту, барьерном беге и метании копья. Участник летних Олимпийских игр 1972 и 1976 годов, двукратный чемпион Азии 1973 и 1975 годов, двукратный чемпион летних Азиатских игр 1970 и 1974 годов, бронзовый призёр летних Азиатских игр 1966 года.

## Биография
Теймур Гиасси родился 12 апреля 1946 года в иранском городе Деррегез.
Выступал в легкоатлетических соревнованиях за тегеранский «Тадж».
Трижды выигрывал медали летних Азиатских игр в прыжках в высоту: бронзовую в 1966 году в Бангкоке, золотые в 1970 году в Бангкоке и в 1974 году в Тегеране. На играх 1974 года установил новый рекорд Азии — 2,21 метра. В 1966—1993 годах был рекордсменом Ирана по прыжкам в высоту.
В 1972 году вошёл в состав сборной Ирана на летних Олимпийских играх в Мюнхене. В прыжках в высоту занял в квалификации 25-е место, показав результат 2,12 метра — на 3 сантимера меньше норматива, дававшего право выступить в финале.
Дважды выигрывал чемпионат Азии в прыжках в длину: в 1973 году в Маниле и в 1975 году в Сеуле.
В 1976 году вошёл в состав сборной Ирана на летних Олимпийских играх в Монреале. В прыжках в высоту занял в квалификации 22-е место, показав результат 2,10 метра — на 6 сантиметров меньше норматива, дававшего право выступить в финале.
После окончания выступлений стал тренером. Был главным тренером молодёжной сборной Ирана по лёгкой атлетике.

## Личный рекорд
- Прыжки в длину — 2,21 (1974, Тегеран)[2]

## Семья
Жена — Нусрат Кордбече, иранская легкоатлетка. Чемпионка Ирана по прыжкам в высоту.
Старший сын — Алиреза Гиасси, иранский легкоатлет, прыгун в высоту.
Дочь Пантеа.